# Centre culturel Louis-Escande
Le centre culturel Louis-Escande est une salle de spectacle située à Mâcon en Saône-et-Loire dans la région Bourgogne-Franche-Comté.
Construit entre 1971 et 1975 et imaginé par l'architecte Robert Levasseur, l'édifice est Label « Patrimoine du XXe siècle » depuis 2015.

## Histoire
En 1961, Louis Escande, maire de Mâcon de l'époque lance un projet de théâtre en centre-ville. Toutefois, le ministère des Affaires Culturelles l'incite à inscrire le programme Centre d’Animation Culturelle dans le cadre de la construction des 1400 logements et équipements du quartier du Breuil. Il est alors construit sur le long de l'avenue Charles-de-Gaulle entre 1971 et 1975.
Inauguré en 1975 sous le nom Saônora, l'édifice avait une large vocation culturelle large avec le théâtre, des expositions et d'autres événements culturels. Aujourd'hui, ce centre culturel héberge la Scène nationale de Mâcon, cofinancée par l’État et la communauté d'agglomération.
Le 12 juin 2015, le préfet de région Éric Delzant attribue au centre nautique, sur proposition de la directrice régionale des affaires culturelles, le label Patrimoine du XXe siècle.

## Description
L'architecture rappelle celle de la maison de la Radio située à Paris et inaugurée en 1963 avec sa forme cylindrique. Cette forme n'a pas été choisie au hasard, la volonté de l'architecte était d'être en rupture avec l'environnement orthogonal qu'imposaient les tours et les barres d'habitation du quartier de Marbé.
Le bâtiment comporte le théâtre avec une grande, une petite salle et un espace cabaret. La grande salle peut accueillir jusqu'à 897 spectateurs alors que la plus petite permet seulement une affluence de 270 personnes. De plus, il existe des studios de danse qui ont un rayonnement départemental.